# Alboraia
Alboraia, en valencien, ou Alboraya, en castillan (dénomination officielle bilingue depuis le 15 avril 2016), est une commune d'Espagne de la province de Valence dans la Communauté valencienne. Elle est située dans la comarque de l'Horta Nord et dans la zone à prédominance linguistique valencienne. On la définit comme "La porte de l'Horta Nord".

## Géographie

Localisation d'Alboraia
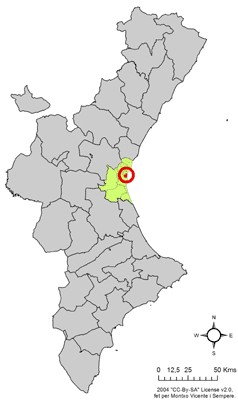
dans la Communauté valencienne.
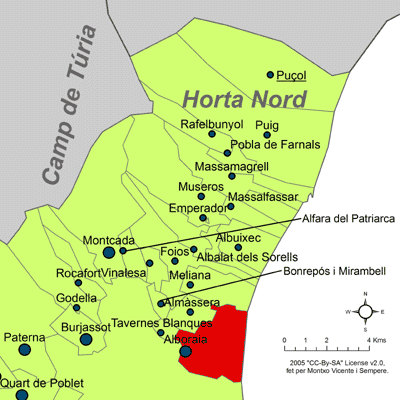
dans la comarque de l'Horta Nord.

Elle jouxte au nord les communes d’Almàssera et de Meliana, au sud, la ville de Valence, à l'ouest, Tavernes Blanques et à l'est, la Mer Méditerranée, sur environ 4 km de plages, de la Playa Norte (Plage du Nord), qui touche les nouvelles plages aménagées de Meliana, à La Patacona, plage voisine de la Malvarrosa, l'une des plages urbaines de la ville de Valence.
La commune conserve encore de larges zones agricoles, avec des cultures intensives qui constituent la richesse essentielle et traditionnelle de cette terre. Avec les années, l'extension de terre agricole s'est progressivement réduite, du fait de la pression urbaine et de diverses politiques économiques de caractère étatique et autonomique qui n'ont pas toujours l'adhésion de la population. Les terres de cultures irriguées, relativement importantes encore, se divisent en huit secteurs : Calvet, Desamparados, Mar, Massamarda, Masquefa, Miracle, Savoia et Vera.

## Histoire
Alboraia était une ferme (alqueria) musulmane que le roi Jacques Ier octroya à l'évêque d'Huesca, Vidal de Canyelles. Teresa Gil de Vidaura, en devint propriétaire par un échange de terres avec ledit évêque, échange grâce auquel elle augmenta le patrimoine de Jacques (Jaume) de Xèrica, fils qu'elle eut du roi Jacques II. En 1331, la propriété passa dans les mains de Gilabert de Sanoguera, qui fut à l'origine de la seigneurie. Au cours du XVe siècle, celle-ci entra dans le giron de la Couronne. Sur ses terres se trouve le village déserté Rafelterràs. L'église a été construite au XVe siècle, sous l'invocation de sainte Marie. À côté du Barranc de Carraixet (Ravin de Carraixet) se dresse l'ermitage dédiée à la Mare de Déu dels Desemparats (Vierge des Délaissés); sa première construction date de l'an 1414, sur une commande du Conseil Général de Valence datant de 1400, afin de consacrer les cimetières où étaient enterrés les suppliciés et les pauvres. L'édifice actuel est plus récent.
Selon l'historien Martinez Aloy, Alboraia terme arabe faisant référence à البريج (al-Boraiý, "tourelle"), utilisé comme nom de la ferme musulmane. Gaspar Escolano, البرج défendre le terme (al-bury, "tour"), féminisée dans البرجة (al-Burya), justifie cette étymologie parce que les tours qui existaient avant-postes des murs du jardin aussi Valencia. appelé aux dents longues.

## Démographie
Le dénombrement de 1646 recense 88 maisons ; en 1794, le botaniste Cavanilles chiffre la population à 560 habitants; au milieu du XIXe siècle, l'historien Madoz donne le chiffre de 3 301 habitants ; en 1922, Sanchis Sivera, curé géographe, en relève 4265.
La population a beaucoup augmenté ces dernières années, passant de 11 267 habitants en 1986 à 18656 en 2002, dont 58,84 % ont déclaré savoir parler le valencien lors du recensement de l'année 2001.
| 1900  | 1910  | 1920  | 1930  | 1940  | 1950  | 1960  | 1970  | 1981   | 1991   | 2000   | 2005   | 2006   |
| ----- | ----- | ----- | ----- | ----- | ----- | ----- | ----- | ------ | ------ | ------ | ------ | ------ |
| 4.700 | 4 807 | 5 712 | 6 124 | 6 749 | 6 885 | 8 073 | 9 126 | 10 727 | 11 687 | 16 943 | 20 514 | 21 263 |

## Administration
Les élections municipales de mai 2004 ont donné la majorité absolue au PP, avec 9 conseillers; le PSOE en a obtenu 3, SIA (Sí Alboraya) 2, UV 1, Bloc-EV 1 et l'Entesa 1.
Liste des maires, depuis les premières élections démocratiques.
| Législature | Nom du Maire            | Parti politique |
| ----------- | ----------------------- | --------------- |
| 1979-1983   | Enrique Ruiz Peris      | UCD             |
| 1983-1987   | Joan Josep Barres Paulo | PSPV-PSOE       |
| 1987-1991   | Francisco Pastor Gimeno | UV              |
| 1991-1995   | Joan Josep Barres Paulo | PSPV-PSOE       |
| 1995-1999   | Joan Josep Barres Paulo | PSPV-PSOE       |
| 1999-2003   | Manuel Álvaro Manzano   | PP              |
| 2003-2007   | Manuel Álvaro Manzano   | PP              |
| 2007-2011   | Manuel Álvaro Manzano   | PP              |
| 2011-2015   | Miguel Chavarria        | PSPV-PSOE       |

## Économie
L'activité principale est l'agriculture, et la culture la plus importante est celle de la xufa [tchoufa] ou xufla [tchoufla], élément indispensable à la fameuse orxata [ortchata] d'Alboraia.
Les secteurs économiques se répartissent de la façon suivante (chiffres de 1994) : 45,80 % dans les services, 33 % dans l'industrie, 16,70 % dans l'agriculture et enfin 3,60 % dans le bâtiment.

## Patrimoine et architecture
Alboraia conserve encore dans bien de ses quartiers la saveur typique des villages, outre l'attrait que constitue son front maritime s'étendant sur quasiment quatre kilomètres, offrant deux noyaux résidentiels, Port Saplaia et Patacona, séparés par l'embouchure du Barranc del Carraixet. Port Saplaia est doté d'un port nautique qui permet de mouiller les bateaux à la porte même des habitations, dans un complexe résidentiel aux couleurs traditionnelles chaudes de l'ocre et de la terre de sienne, mêlées de tons bleus et rose pâle.
De son patrimoine monumental, nous pouvons admirer l'église paroissiale de l'Assomption de Notre-Dame (XVIIIe s.), de style baroque et d'origine médiévale. La façade, flanquée d'un clocher à droite, est en pierre taillée. À l'intérieur nous trouvons trois nefs et leurs chapelles latérales; la nef centrale présente une voûte en demi-berceau. Alboraia compte divers ermitages, dont ceux du Très Saint-Christ des Âmes (Santíssim Crist de les Ànimes), de la Vierge du Pilier (Mare de Déu del Pilar), abandonné, du Sacré-Cœur de Jésus, de Sainte-Barbe, récemment restauré, de la Vierge des Douleurs, de Saint-Christophe, etc. Ils appartiennent à un important patrimoine historique et artistique, riche en sculptures, en peintures, en retables et en céramiques.
L'architecture civile d'Alboraia est représentée par les maisons urbaines modernistes de la fin du XIXe siècle et du début du XXe, ainsi que par les fermes morisques et les maisons champêtres, témoins d'un lointain passé, offrant de petits retables dévotionnels en céramique.

## Festivités
Les fêtes d'Alboraia sont connues dans tout le district et attirent une foule nombreuse de tous les villages voisins. Commençant à la fin de la première semaine de juillet, elles s'étendent tout au long de la semaine qui suit et s'accompagnent d'activités d'un grand intérêt religieux et récréatif.
Par privilège papal spécial, Alboraia célèbre la Fête-Dieu, ou Corpus Christi, hors de sa date officielle (deuxième dimanche après la Pentecôte), c'est-à-dire le dimanche qui précède le 10 juillet, fête de saint Christophe, le patron de la localité.
Autour des grandes fêtes, on organise une grande foire, durant laquelle se prosuisent les groupes culturels de la ville.
Mais cela n'est qu'un début. Le calendrier festif d'Alboraia est l'un des plus complets du district de l’Horta Nord. Ses festivités —la Procession des Palmes du dimanche des Rameaux, le Chemin de Croix de l’Horta, les processions Jeudi et Vendredi Saint et la Sainte Rencontre du Dimanche de la Résurrection— sont connues et admirées dans tout le canton.
Les rues, les quartiers et les ermitages ont des fêtes propres, liées à leurs dévotions particulières, entre lesquelles se détachent la Passa de Saint Christophe, le premier dimanche de mai, et le pèlerinage du lundi de Pentecôte à l'ermitage du Miracle dels Peixets (Miracle des petits poissons).
Les Feux de la Saint-Jean entament le cycle festif de l'été et ouvrent le chemin aux Grandes Fêtes d'Alboraia, qui se tiennent autour du 10 juillet, en honneur du saint patron, Christophe, et de la Fête-Dieu.
Ces festivités estivales résultent de la concentration de diverses fêtes locales sur une semaine de réjouissances populaires, pendant laquelle les manifestations religieuses —procession du Saint-Sacrement, de saint Roc, de la Vierge de l'Assomption, de saint Christophe, accompagné de la bénédiction des voitures, de saint Isidore laboureur, accompagné de la bénédiction des animaux— se mêlent à des activités profanes comme le jour des vieilles personnes, des concerts, des fêtes foraines, des compétitions sportives, le traditionnel Trophée de Galotxa (une variante du trinquet, ou pelote basque), des vachettes et le taureau emboulé, le jour de l’orxata, les défilés des Moros y Cristianos, des expositions, des activités culturelles et des traditions populaires. Les festivités de Port Saplaia en l'honneur de la Vierge du Carmel et la dévotion au Christ de la Providence du 6 août ferment le cycle estival.
Les fêtes de l'automne, telles que celles, entre autres, du complexe de la Patacona, des conscrits, à la Saint-Michel, de sainte Cécile, de la Vierge Miraculeuse, rouvrent le calendrier festif qui, comme toutes les années, finit avec la semaine de Noël et le changement d'année.

## L’horchata
Alboraia est connue partout dans le monde comme « le berceau et la source de l’horchata, car on y élabore, dit-on, la meilleure orxata de xufes [ortchata dé tchoufés] du monde. C'est là sans doute son trait le plus caractéristique, du moins hors de ses murs.
Il existe dans tout le Pays valencien des orxateries artisanales qui produisent directement l’orxata à partir de la matière première, la xufa, et des deux autres ingrédients exclusifs : l'eau et le sucre. Par contre, les boissons industrielles que l'on trouve dans les supermarchés et autres grandes surfaces, généralement sous le nom castillanisé de horchata de chufa, sont d'une authenticité douteuse, car dans leur composition entrent des ingrédients qui n'ont rien à faire dans une véritable orxata. Ainsi, la marque la plus connue d'horchata industrielle, Chufi, y introduit des protéïnes de lait, moins chères que la xufa. Cela n'est pas sans conséquence sur le goût, comme on peut s'en douter. Bien que ce type de pratique ait l'aval de la Denominació d'Origen d'Orxata de València, il est évident que l’orxata ne doit pas contenir de lait, dont le véritable amateur détecte aussitôt le goût.